# Imma chlorospila
Imma chlorospila är en fjärilsart som beskrevs av Edward Meyrick 1923. Imma chlorospila ingår i släktet Imma och familjen Immidae. Inga underarter finns listade i Catalogue of Life.